# Mesão Frio (Santo André)
Mesão Frio (Santo André) es una freguesia portuguesa del municipio de Mesão Frio, distrito de Vila Real.

## Historia
Fue creada el 28 de enero de 2013 en aplicación de una resolución de la Asamblea de la República de Portugal promulgada el 16 de enero de 2013 con la unión de las freguesias de Santa Cristina, São Nicolau y Vila Jusã, pasando su sede a estar situada en la antigua freguesia de São Nicolau.

## Demografía
| Gráfica de evolución demográfica de Mesão Frio (Santo André) entre 2011 y 2021 |
|                                                                                |
| Datos según el nomenclátor publicado por el INE portugués.                     |